# 博凯尔 (热尔省)
博凯尔（法語：Beaucaire，法語發音：[bokɛʁ]）是法国热尔省的一个市镇，属于孔东区。

## 地理
博凯尔（43°50'15"N, 0°23'5"E）面积16.14 平方千米，位于法国奧克西塔尼大區热尔省，该省份为法国西南部内陆省份，北起顺时针与洛特-加龙省、塔恩-加龙省、上加龙省、上比利牛斯省、大西洋比利牛斯省和朗德省接壤。
与博凯尔接壤的市镇（或旧市镇、城区）包括：艾格坦特、伯佐勒、卡斯泰拉-韦尔迪藏、拉加代尔、罗泽斯、巴伊斯河畔瓦朗斯。

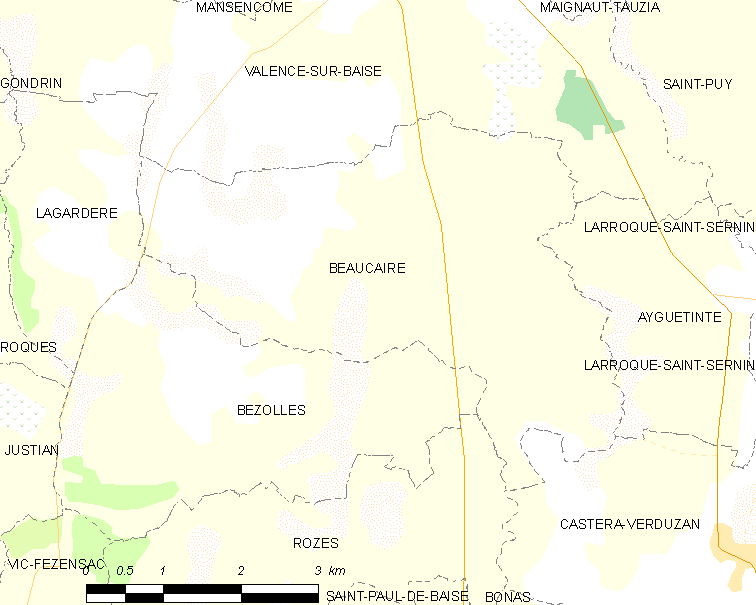
的OSM定位图

博凯尔的时区为UTC+01:00、UTC+02:00（夏令时）。

## 行政
博凯尔的邮政编码为32410，INSEE市镇编码为32035。

## 政治
博凯尔所属的省级选区为巴伊斯-阿马尼亚克县。

## 人口

1962-2008年间人口变化图示

博凯尔于2022年1月1日时的人口数量为246人。